# Metric
Metric - канадський рок-гурт, заснований в 1998 в Торонто. Також деякий час вони проживали в Монтреалі, Лондоні, Нью-Йорку і Лос-Анжелесі. Група складається з Емілі Хейнс (вокал, синтезатор, гітара), Джеймс Шоу (гітара, ситезатор, бек-вокал), Джошуа Вінстеад (баси, синтезатор) і Джуль Скотт-Кей (барабани).